# 구강세정기

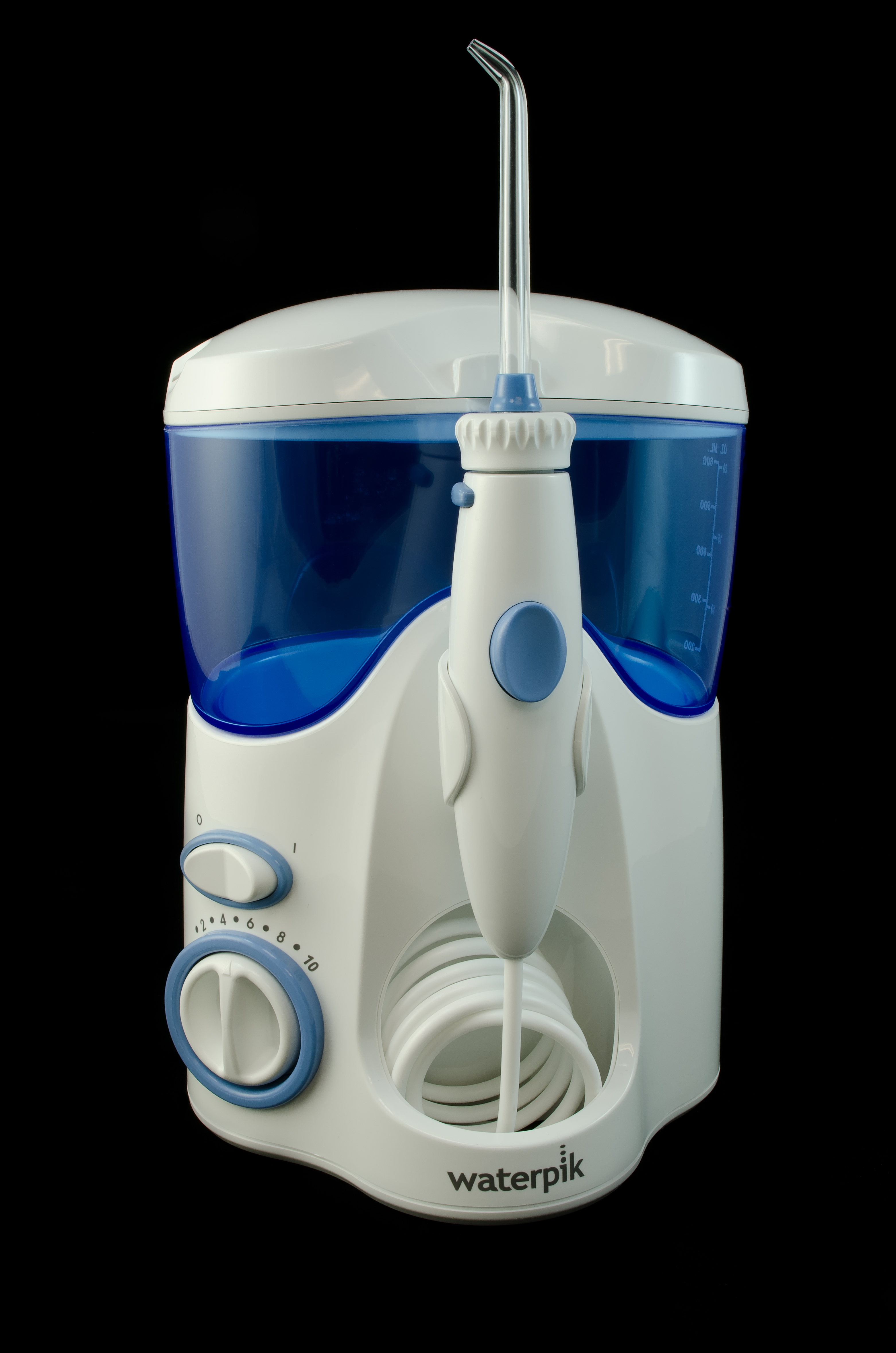
구강세정기

구강세정기(口腔洗淨機, Oral irrigator) 또는 구강세척기는 수압을 이용하여 입 안을 깨끗하게 세척해 주는 기기이다.
치아 사이와 잇몸선 아래에 있는 치석과 음식물 찌꺼기를 제거하기 위해 고압의 맥동수를 사용하는 가정용 치과 치료 장치이다. 구강 세척기를 정기적으로 사용하면 치은 건강이 개선되는 것으로 알려져 있다. 이 장치는 교정기와 치아 임플란트를 더 쉽게 세척할 수도 있다. 그러나 특별한 구강 또는 전신 건강이 필요한 환자가 사용할 때 플라그 생물막 제거 및 효과를 확인하기 위해서는 더 많은 연구가 필요하다.

## 역사
최초의 구강 세척기는 1955년에 발명품의 특허를 받은 매터슨(Matteson) 박사에 의해 1950년대에 개발됐다. 매터슨 박사의 발명품은 수동 주사기를 사용하는 대신 식사 후 치아와 잇몸을 세척하도록 고안되었다. 싱크대 수도꼭지에 직접 부착하고 수압을 조절하는 기계식 밸브가 특징이다.
이후 1962년 치과의사 제럴드 모이어(Gerald Moyer)와 엔지니어 존 매팅글리(John Mattingly)가 워터픽을 발명했다. 워터픽은 리드미컬한 펄스로 끝부분에서 물을 펌핑하는 내장형 물보관부와 모터를 특징으로 한다. 워터픽은 현재 워터픽(Water Pik)사에서 판매한다.

## 같이 보기
- 치실